# All 4 One (album beFour)
All 4 One è l'album di debutto del gruppo musicale tedesco beFour, pubblicato il 13 luglio 2007 dall'etichetta Universal.

## L'album
Pubblicato solo in Germania, Svizzera e Austria, l'album è stato promosso dai singoli Magic Melody, All 4 One e Little, Little Love e ha raggiunto le prime posizioni delle classifiche tedesca e svizzera, il secondo in quella austriaca.
La canzone Magic Melody è una cover di Around the World (La La La La La) degli A Touch of Class.

## Tracce
CD (Pop 'N' Roll 06025 1742364 (UMG) / EAN 0602517423640)
1. Magic Melody - 3:37 (Alexey Potekin, Sergie Zhukov, Christian Geller)
2. Come Fly With Me - 3:35 (Nick Manic, Mike Jaxx)
3. Little, Little Love - 3:09 (Christian Geller)
4. All 4 One - 3:41 (Christian Geller, Adam Bernau)
5. Cosmic Ride - 3:50 (Christina Geller, Adam Bernau)
6. Zero Gravity - 2:59 (Petra Bonmassar, Achim Kleist, Wolfgang Webenau)
7. A New Generation - 3:30 (Christian Geller, Adam Bernau)
8. Everbody -  4:01 (Christian Geller, Adam Bernau)
9. Fly Around the World -  3:46 (Christian Geller)
10. Cherry Babe -  3:43 (Marcel Botezan, Lucian Ionescu, Radu Bolifea, Sebastoam Barac)
11. Red (The Color of Love) - 3:33 (Christian Geller)
12. Bye Bye Baby - 3:16 (Mark Nissen, Hartmut Krech, Antonio Berardi)
13. Magic Melody(Karaoke Version) - 3:37

## Classifiche
| Classifica (2007) | Posizione raggiunta |
| ----------------- | ------------------- |
| Svizzera          | 1                   |
| Germania          | 1                   |
| Austria           | 2                   |